# Gvozdansko (ep)
Gvozdansko je hrvatski ep. Napisao ga je hrvatski političar i književnik Ante Tresić Pavičić.
Govori o turskoj opsadi hrvatske utvrde Gvozdanskog. 
Pisao ga je tri godine, od 1937. do 1940. godine. To je najveći hrvatski ep. Nadahnuće su mu bila djela fra Andrije Kačića Miošića. Tresić Pavičić je svoje djelo nazvao "najviteškijim i najnevjerojatnijim djelom u povijesti čovječanstva". Ep se sastoji od 21 406 rimovanih deseteraca u 24 pjevanja. Sastavljen je da bi budio hrvatski narodni ponos. Objavljen je posmrtno, tek šest desetljeća poslije, 2000. godine.